# Evelyn Ntoko Mase

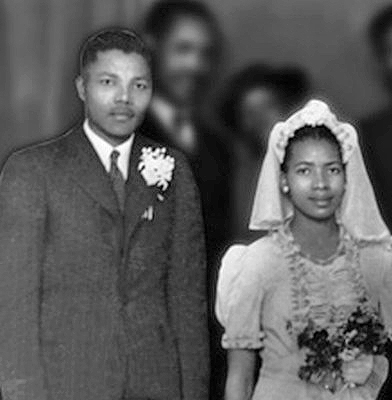
Trouwfoto van Evelyn Mase en Nelson Mandela

Evelyn Ntoko Mase (Ngcobo (Oost-Kaap), 18 mei 1922 - Johannesburg, 30 april 2004) was een Zuid-Afrikaanse ziekenverpleegster en de eerste vrouw van Nelson Mandela, de voormalige president van Zuid-Afrika. Ze scheidden in 1957 na dertien jaar getrouwd te zijn geweest.
Mase en Mandela hadden vier kinderen: twee zonen, Madiba (Thembi) en Makghato, en twee dochters die allebei de naam Makaziwe kregen. Hun eerste dochter overleed op een leeftijd van negen maanden, hun tweede dochter noemden ze naar haar. Makaziwe is nu een verpleegkundige. Thembi is in 1969 omgekomen bij een auto-ongeluk en Makgatho is in 2005 gestorven aan aids.
Mase overleed op 81-jarige leeftijd.